# Ehrharteae
Tribu
Les Ehrharteae sont une tribu de plantes monocotylédones de la famille des Poaceae, originaire d'Afrique et d'Australasie.
C'est l'une des quatre tribus, avec les Phyllorachideae, les Oryzeae et les Streptogyneae, composant la sous-famille des Oryzoideae (synonyme Ehrhartoideae). La divergence entre les Ehrharteae et les Oryzeae serait intervenue il y a environ 35 millions d'années, vers la fin de l'Éocène et le début de l'Oligocène.
Cette tribu comprend quatre genres :  Ehrharta Thunb (27 espèces), Microlaena R.Br. (4 espèces), Tetrarrhena R.Br. (6 espèces) et Zotovia Edgar & Connor (2 espèces), cependant certains auteurs, considérant que les caractères sur lesquels sont fondées les délimitations entre genres sont trop variables pour être fiables, n'admettent qu'un unique genre, Ehrharta, regroupant les 37 espèces (ou 35 pour certains auteurs).
Des études cladistiques récentes (2003) ont révélé que trois des genres reconnus initialement (Ehrharta, Tetrarrhena et Zotovia) sont monophylétiques, tandis que le dernier, Microlaena, serait polyphylétique et devrait être éclaté,.
Le genre-type est Ehrharta Thunb.

## Caractères généraux
Les plantes de la tribu des Ehrharteae sont annuelles ou vivaces, généralement herbacées, parfois ligneuses, aux tiges (chaumes) pouvant atteindre 2 m de haut. La gaine foliaire, ouverte, est toujours munies d'oreillettes.
L'inflorescence est une panicule ou une grappe unilatérale. Elle se compose d'épillets pédicellés, arrondis ou comprimés latéralement, comprenant trois fleurons, dont deux fleurons stériles à la base et un fleuron fertile hermaphrodite terminal. Les fleurons fertiles comptent 2 lodicules, de 1 à 6 anthères et 2 styles soudés ou libres à la base. Le caryopse présente un hile linéaire dont la longueur est d'au moins la moitié de celle du caryopse.
Le nombre chromosomique de base est x= 12.